# Feltia subgothica
Feltia subgothica (tên tiếng Anh: Gothic Dart hoặc Subgothic Dart) là một loài bướm đêm thuộc họ Noctuidae. Nó được tìm thấy ở miền trung Bắc Mỹ, phía bắc đến Quebec, Ontario và Saskatchewan.
Sải cánh dài khoảng 34 mm. Con trưởng thành bay từ tháng 7 đến tháng 9.
Larvae have been reported from over 40 plant species bao gồm crops, forages, vegetables và forbs.